# Minas de Río Tinto (empresa)
Minas de Río Tinto, S.A. (MRT) es una empresa minera española que desarrolló su actividad en la cuenca minera de Riotinto-Nerva, dentro de la provincia de Huelva. Nacida originalmente como una sociedad anónima laboral que gestionaban los mineros de la zona, en la actualidad carece de actividad.

## Historia

### Primeros años
La empresa fue constituida en julio de 1995 por la antigua plantilla de Río Tinto Minera, entonces filial del grupo Freeport-McMoRan, tras haber rechazado estos un plan de reconversión. En consecuencia, Freeport vendió por un precio simbólico las acciones de su antigua filial a los trabajadores. La nueva empresa nacía como una sociedad anónima laboral, en la que los trabajadores eran los propietarios de la misma. La actividad se inició un mes después de su creación, centrándose esta en la extracción mineral del yacimiento de Cerro Colorado. No obstante, el negocio no tardó en afrontar serias dificultades, pues las previsiones hechas inicialmente no se cumplieron debido a la persistente caída de precios del cobre en el mercado internacional. Debido a ello, tras haber alcanzado una deuda de 4.000 millones de pesetas, Minas de Río Tinto SAL se declaró en suspensión de pagos en 1998. Aunque se llegó a ejecutar un ERE para 250 trabajadores, la situación no mejoraría durante los siguientes años.

### Etapa posterior
En septiembre de 2001, contando para entonces con una deuda acumulada de 10.000 millones de pesetas, cesó la actividad minera y una parte de los trabajadores vendieron sus acciones en la empresa. Paralelamente, la asamblea de accionistas acordó que la sociedad laboral se transformase en sociedad anónima. Se iniciaba así una nueva etapa, en la que se planteó intentar reflotar el negocio con la entrada de capital privado. No obstante, algún tiempo después surgieron acusaciones contra el nuevo equipo directivo y contra el consejero delegado, Carlos Estévez, de haberse hecho con el control de la empresa para así captar subvenciones públicas y beneficiarse con la venta de los activos a través del control de la comisión liquidadora de MRT. Estévez ha llegado a ser considerado como el que lideró «el troceo de la cuenca [minera] ante la quiebra y las deudas acumuladas» por MRT.
La situación de la antigua plantilla de las minas de Riotinto se mantuvo en el aire hasta que en 2003 las administraciones nacional y autonómica aprobaron un ERE. Durante la década de 2000 la propiedad del terreno donde se asientan las minas cambió de manos varias veces, llegando a cederse estos a la empresa Emed Tartessus en 2007. No obstante, la transferencia formal de los terrenos nunca se realizó, lo que originó numerosas querellas judiciales y un largo proceso administrativo que duró años.